# Чорна металургія Єгипту
Чорна металургія Єгипту — одна з галузей обробної промисловості Єгипту. За виробництвом сталі Єгипет посідає перше місце серед країн арабського світу і друге місце серед країн Африки (після ПАР). Разом з тим, в Єгипті виплавляється відносно небагато сталі — 2012 року було виплавлено близько 6,68 млн т. Характерною особливісттю чорної металургії Єгипту є впровадження методів безпосереднього одержання заліза, що не потребують використання коксу.

## Історія

### Стародавній Єгипет
Перші вироби з заліза з'явилися у стародавньому Єгипті за часів Нового царства (близько 1500 — близько 1070 роки до н. е.). В цей час в країні бронза набула ширшого використання ніж у попередні часи. Були відомі також срібло, свинець, мідь, золото, що надходили у Єгипет з інших країн. Лише на тисячоліття пізніше залізо почали використовувати значно ширше.
З 7 — 6 століть до н. е., за Пізного царства і у Перський період (1070—332 рок до н. е.), залізо набуло повсюдного розповсюдження. Єгипет останнім з країн Близького Сходу ввійшов у залізну добу.

### Сучасний Єгипет
Сучасна чорна металургія виникла в Єгипті після проголошення незалежності у 1953 році. Перший металургійний завод в Єгипті — Хелуанський металургійний завод було побудовано у місті Хелуан неподалік від столиці країни 1957 року за проектом західнонімецької фірми «Демаг». Однак, вже у середині 1960-х років він не задовольняв потреб країни у металопрокаті. Завод було повністю перебудовано і перетворено на комбінат у 1965—1976 роках за допомоги СРСР. Комбінат переплавляв єгипетську залізну руду. Для виробництва коксу вугілля імпортувалося. До 1990-х років Хелуан залишався головним центром металургії Єгипту. 1986 року став до ладу побудований японськими компаніями Александрійський металургійний завод біля міста Александрія. На ньому було впроваджено мідрекс-процес. У 1994 році в Єгипті різноманітним експертами широко обговорювалися подальші плани щодо розвитку чорної металургії країни і у жовтні 1997 року було підписано договір про будівництво Суецького металургійного заводу. Завдяки будівництву нового заводу й розширення вже існуючих, виробництво сталі досягло 4,6 млн т у 2000 році і 5,4 млн т у 2001 році.
У квітні 1998 уряд країни оголосив про створення компанії для розробки покладів залізної руди на південь від Асуану. Асуанська металургійна компанія (Aswan Iron and Steel Co) розпочала будівництво фабрики, на що було виділено 2,6 млрд. єгипетських фунтів. У червні компанія Aswan Development and Mining Co (Adamko) підписала договір про видобуток руди і будівництво металургійного заводу з повним металургійним циклом на півдні від Асуану з продуктивністю 1,42 млн т квадратної сталевої заготівки на рік. Виплавка сталі в країні зросла до 6,68 млн т у 2010 році. Однак, підприємства країни не забезпечують її сталевим прокатом у повній мірі, імпорт його, переважно з Алжиру й Туреччини, 2012 року становив 641 тис. т.
|                 | 1952 | 1960 | 1970           | 1975 | 1980 | 1985 | 1990 | 1995 | 2000 | 2005 | 2010 | 2014 |
| --------------- | ---- | ---- | -------------- | ---- | ---- | ---- | ---- | ---- | ---- | ---- | ---- | ---- |
| Залізна руда    | -    | 240  | 460 (1969 рік) |      |      |      |      |      |      |      |      |      |
| Марганцева руда | 209  | 276  | 4              |      |      |      |      |      |      |      |      |      |
| Чавун           | -    | 143  | 250            |      |      |      |      | 1062 | 1400 | 1100 | 600  |      |
| Сталь           |      |      |                |      |      |      |      | 1028 | 2235 | 5603 | 6676 | 6485 |
| Прокат          | 50   | 229  | 582            |      |      |      |      |      |      |      |      |      |

## Сировинна база

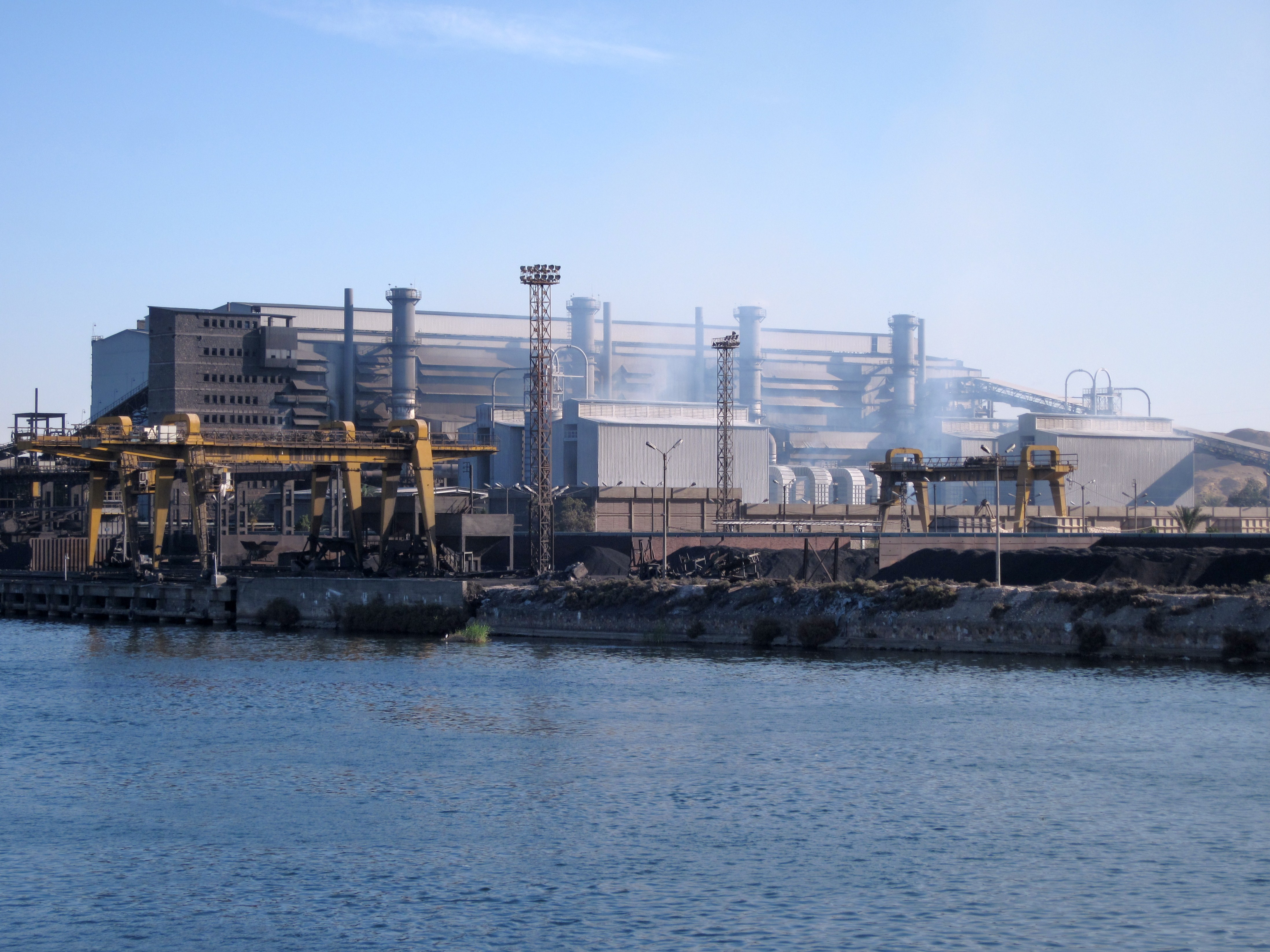
Феросплавний завод Єгипетської феросплавної компанії на березі Ніла у місті Едфу.

Залізні руди в Єгипті відомі у докембрійських породах Нубійсько-Аравійського щита Африканської платформи, у північно східній частині якої розташований Єгипет. З відкладеннями чохла платформи пов'язані поклади залізних руд біля Асуану і оази Бахарія, що на 1970-ті роки оцінювалися у 371 млн т. Залізні руди оази Бахарії представлені гематититом, лімонітом, гьотитом. Поклади кам'яного вугілля біля Магари у 1970-х роках оцінювалися у 51,8 млн т, станом на 2008 рік поклади вугілля в Єгипті оцінювалися у 107—187 млн т. Родовища залізних руд зосереджені в Бахарійському (запаси понад 417 млн т), Кусейрському (80 млн т) і в Асуанському районі (150 млн т).
Осадові руди приурочені до еоцен-олігоценових (Бахарія) і верхньокрейдових (Асуан) відкладів, метаморфогенні — до докембрійських порід (Ель-Кусейр). Залізна руда біля Асуану добувається відкритим способом. Основний район розробки марганцевої руди — Умм-Бугма на Синайському півострові.
У Єгипті розвідано відносно багаті запаси природного газу, що створює умови для безкоксівної металургії — методів безпосереднього одержання заліза.